# Робърт Ърскин
Полковник Робърт Ърскин (на английски: Robert Erskine) е шотландски изобретател и по-късно американски офицер в континенталната армия по време на Американската война за независимост, назначен на поста „Географ и Сървейър Дженеръл (главен географ и топограф) на континенталната армия“ през 1777 година.

## Биография

### Ранни години и образование (1735 – 1771)
Роден е през 1735 година в Шотландия. След като завършва Единбургския университет, започва не особено успешен бизнес. Увлича го изобретателството на различни помпи и експериментира с авангардните за времето си хидравлични системи. Той е буден гражданин и постепенно придобива отлична репутация измежду съгражданите си. През 1771 година е избран за член на академичното Кралско общество, престижната титла в научните среди на Великобритания.

### Имиграция в Ню Джърси (1771 – 1777)
През 1771 г., собствениците на металургична компания близо до Рингууд (на английски: Ringwood), Ню Джърси, канят Ърскин да замени Питър Хейсънклевър като главен инженер, след като разхитителното поведение на Хейсънклевър, почти банкрутира компанията. Ърскин незабавно се заема да възвърне изгодността на предприятието. Независимо от успешното му начало, опитите му са прекъснати от началото на Американската война за независимост. Ърскин симпатизира на каузата на американските колонисти, но се тревожи да не загуби всичките си работници в армията. Той ги организира в опълчение и е назначен за капитан през август 1775 г. След началото на войната сред бунтовниците се поражда загриженост, че британските военни кораби ще използват река Хъдсън, за да атакуват северните укрепления и да отделят Нова Англия от останалите колонии. Ърскин като опитен инженер, проектира няколко речни барикади с форма на тетраедър, т.нар. фризийски кон (френски: Chevaux-de-Frise), за да запази горното течение на реката от настъплението на военни кораби.

### Военна кариера (1777 – 1779)
Джордж Вашингтон е впечатлен от Ърскин. След като се запознават и преценява качествата му, Вашингтон го назначава на поста главен географ и топограф на континенталната армия през 1777 г. След назначаването му Ърскин изработва 275 карти, обхващащи северния сектор на военните действия. Неговите карти на региона, показващи пътища, сгради и други топографски подробности, са много полезни на генерал Вашингтон и днес представляват историческа ценност. Много от тези карти могат да се намерят в колекцията Ърскин Де Уит (английски: Erskine DeWitt Collection) на историческото общество на Ню Йорк (английски: New-York Historical Society).
Успоредно с военната си кариера Ърскин продължава да ръководи експлоатацията на металургичната компания и предоставя амуниции и материали на армията на Вашингтон.

### Последни години (1779 – 1780)
По време на картографска експедиция Ърскин настива тежко и в резултат на развитата от него пневмония умира на 2 октомври 1780 година. Той е погребан в парка на имението Рингууд в Ню Джърси.

## Памет
На него е кръстено езерото Ърскин в Рингууд, Ню Джърси.